# Syndicat d'énergie de la Corse du Sud

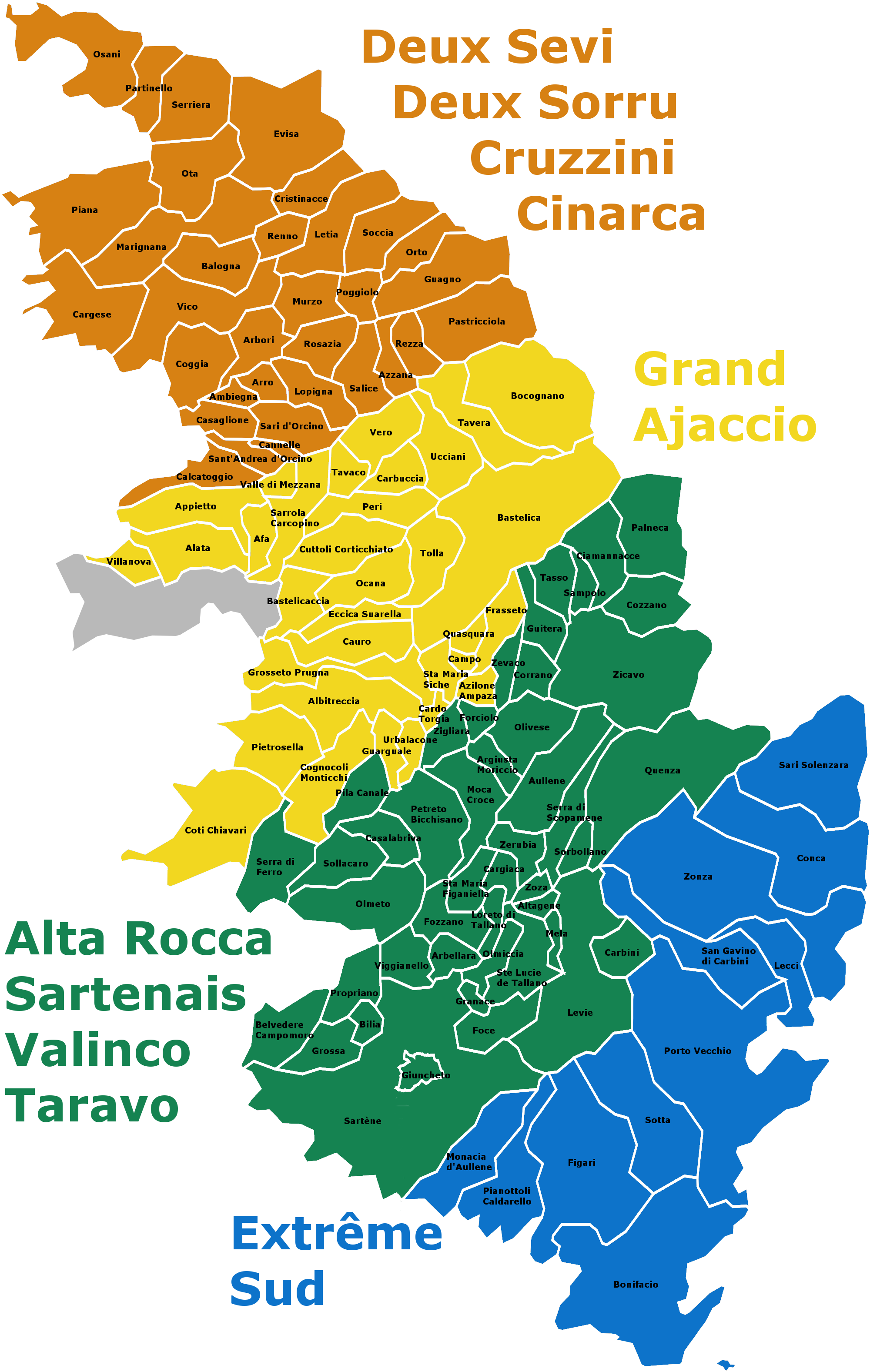
Les quatre territoires du SDE2A

Le Syndicat d'énergie de la Corse-du-Sud (SDE2A - anciennement Syndicat départemental d'énergie de la Corse-du-Sud) est un Syndicat mixte ouvert français regroupant plusieurs collectivités : les communes de Corse-du-Sud (à l’exception d’Ajaccio) ainsi que la Collectivité de Corse.
Le Syndicat d'énergie de la Corse-du-Sud a pour compétences sur son territoire :
- La construction des réseaux électriques
- Les nouvelles technologies
- L'éclairage public
- La maîtrise de l'énergie
- Les énergies renouvelables
- La mobilité électrique

Le SDE2A adhère à la FNCCR (Fédération nationale des collectivités concédantes et régies).
Le SDE2A est administré par un comité syndical de 210 délégués, élus par les conseillers municipaux des communes membres ainsi que les élus de la Collectivité de Corse.
Le bureau syndical est quant à lui composé d'un Président, de quatre vice-président et de douze membres.

## Compétences

### La construction des réseaux électriques
Le SDE2A exerce en lieu et place des collectivités membres la compétence d’autorité organisatrice de la distribution publique d’énergie électrique. Dans le cadre de cette compétence, le SDE2A est maître d’ouvrage de travaux électriques. Les chantiers sont confiés à des entreprises au travers de marchés publics allotis et régulièrement renouvelés.
Ces travaux peuvent être de différentes natures :
- Les extensions : prolongement d’une ligne électrique pour alimenter un particulier, des bâtiments communaux, des lotissements, des agriculteurs, des artisans, etc.
- Les enfouissements : mise en souterrain des lignes électriques dans un but d’amélioration esthétique
- Les renforcements : amélioration de la qualité de la fourniture du réseau d’électricité existant lorsque les usagers subissent des problèmes d’alimentation ou en cas d’arrivée de nouveaux abonnés
- Les sécurisations de fils nus : suppression des fils nus en cuivre, dangereux et vétustes, remplacés par des câbles torsadés

### Les nouvelles technologies
Le SDE2A exerce pour les communes la compétence optionnelle de maîtrise d’ouvrage d’infrastructures destinées à supporter des réseaux de télécommunications. Il conçoit les études générales ou spécifiques relatives à ces travaux et à leur réalisation, et procède aux améliorations et aux aménagements : enfouissements des réseaux et effacements des lignes.

### L'éclairage public
Dans le cadre de son objectif d’accompagnement des communes dans leur développement, le SDE2A exerce également la maîtrise d’ouvrage pour les travaux d’éclairage public, notamment en ce qui concerne la fourniture et pose de mats, lanternes et candélabres, l’extension, la rénovation et l’enfouissement de réseaux d’éclairage public, les mesures en matière d’économie d’énergie. Depuis 2017, le SDE2A s’est engagé dans une vaste opération de rénovation de la totalité de l'éclairage public de son territoire. D’ici fin 2025, 119 communes bénéficieront de travaux de rénovation totale de l’éclairage public sur toute la Corse-du-Sud, pour un total de plus de 25 millions d’euros de travaux H.T. Dès 2025, pour les communes qui le souhaitent, le SDE2A proposera de réaliser l'entretien et la maintenance de ces réseaux.

### La maîtrise de l’énergie
Engagé dans une démarche de réduction de la surconsommation en électricité sur son territoire, le SDE2A propose notamment aux communes-membres une rénovation de leur éclairage public (par ex. remplacement des anciennes ampoules par des leds), ce qui permet un gain énergétique de 70%.

### Les énergies renouvelables
Le SDE2A a de grandes ambitions en matière de production d’énergies renouvelables. En effet, l’intégration de ces dernières sur le réseau électrique fait partie des actions indispensables à l’autonomie énergétique de notre pays. Il agit déjà dans ce sens, notamment pour l’électrification des sites isolés au moyen d’énergies renouvelables, et notamment la pose de panneaux photovoltaïques. Le développement de l’énergie photovoltaïque sur les bâtiments publics pourrait présenter à l’avenir un intérêt tout particulier pour notre collectivité, qui serait susceptible d’agir efficacement dans ce domaine.

### La mobilité électrique
Le SDE2A s’est également engagé depuis peu dans le secteur de la mobilité électrique. Le marché du véhicule électrique n’est pas négligeable mais reste encore marginal en Corse. Notre compétence en matière de réseaux électriques et notre action à l’échelle territoriale, font de notre Syndicat un acteur majeur à la réalisation de cette nouvelle mission. Une première étape dans la mise en place des infrastructures a d’ores et déjà été validée par notre assemblée dans le cadre du plan de relance. Ainsi 22 communes ont été sélectionnées par leur situation géographique pour accueillir 31 bornes de recharges. Les communes retenues constituent des zones « carrefour » entre les différents secteurs et vallées. 

## Liste des présidents
| Dates            | Président            | Autres fonctions                                                                           |
| ---------------- | -------------------- | ------------------------------------------------------------------------------------------ |
| 2010-2018        | Jean-Jacques Panunzi | Président du conseil général de la Corse du Sud (2006-2015) Sénateur (2014-Aujourd'hui)    |
| 2018-2021        | Joseph Pucci         | Maire de Viggianello (2014-Aujourd'hui) Conseiller territorial (2015-2021)                 |
| 2021-2024        | Jean Biancucci       | Maire de Cuttoli-Corticchiato (2011-Aujourd'hui) Conseiller territorial (2021-Aujourd'hui) |
| 2024-Aujourd'hui | Joseph Pucci         | Maire de Viggianello (2014-Aujourd'hui) Conseiller territorial (2015-2021)                 |

## Historique
- Juillet 2010 : création du Syndicat départemental d'énergie de la Corse-du-Sud à la suite de la fusion de deux anciennes structures chargées des réseaux de distribution d’électricité : le Syndicat intercommunal d’électrification du Secteur Sud de la Corse et le Syndicat intercommunal d'électrification rurale de l’Extrême Sud de la Corse.
- Juillet 2012 : acquisition de la compétence relative à la réalisation des opérations liées au haut et très haut débit.

## Communes membres
Les 123 communes membres du Syndicat d’Énergie sont regroupées en quatre territoires distincts : Deux-Sevi/Deux-Sorru/Cruzzini/Cinarca, Grand Ajaccio, Alta-Rocca/Sartenais/Valinco/Taravo et Extrême Sud.

### Deux-Sevi/Deux-Sorru/Cruzzini/Cinarca
- Ambiegna
- Arbori
- Arro
- Azzana
- Balogna
- Calcatoggio
- Cannelle d'Orcino
- Cargèse
- Casaglione
- Coggia
- Cristinacce
- Évisa
- Guagno
- Letia
- Lopigna
- Marignana
- Murzo
- Orto
- Osani
- Ota
- Partinello
- Pastricciola
- Piana
- Poggiolo
- Renno
- Rezza
- Rosazia
- Salice
- Sant'Andrea-d'Orcino
- Sari-d'Orcino
- Serriera
- Soccia
- Vico

### Grand Ajaccio
- Afa
- Alata
- Albitreccia
- Appietto
- Azilone Ampaza
- Bastelica
- Bastelicaccia
- Bocognano
- Campo
- Carbuccia
- Cardo-Torgia
- Cauro
- Cognocoli-Monticchi
- Coti-Chiavari
- Cuttoli-Corticchiato
- Eccica-Suarella
- Frasseto
- Grosseto-Prugna
- Guarguale
- Ocana
- Peri
- Pietrosella
- Quasquara
- Santa-Maria-Siché
- Sarrola-Carcopino
- Tavaco
- Tavera
- Tolla
- Ucciani
- Urbalacone
- Valle-di-Mezzana
- Vero
- Villanova

### Alta-Rocca/Sartenais/Valinco/Taravo
- Altagène
- Arbellara
- Argiusta-Moriccio
- Aullène
- Belvédère-Campomoro
- Bilia
- Carbini
- Cargiaca
- Casalabriva
- Ciamannacce
- Corrano
- Cozzano
- Foce Bilzese
- Forciolo
- Fozzano
- Giuncheto
- Granace
- Grossa
- Guitera-les-Bains
- Levie
- Loreto-di-Tallano
- Mela
- Moca-Croce
- Olivese
- Olmeto
- Olmiccia
- Palneca
- Petreto-Bicchisano
- Pila-Canale
- Propriano
- Quenza
- Sainte-Lucie-de-Tallano
- Santa-Maria-Figaniella
- Sampolo
- Sartène
- Serra-di-Ferro
- Serra-di-Scopamène
- Sollacaro
- Sorbollano
- Tasso
- Viggianello
- Zerubia
- Zevaco
- Zicavo
- Zigliara
- Zoza

### Extrême Sud
- Bonifacio
- Conca
- Figari
- Lecci
- Monacia-d'Aullène
- Pianottoli-Caldarello
- Porto-Vecchio
- San-Gavino-di-Carbini
- Sari-Solenzara
- Sotta
- Zonza